# Weberocereus glaber
Weberocereus biolleyi (Eichlam) G.D.Rowley es una especie de planta fanerógama de la familia Cactaceae. 

## Distribución
Es endémica de Costa Rica, Guatemala y México. Es una especie muy rara en la vida silvestre.

## Descripción
Es una planta  perenne carnosa cilíndrica suspendida con tallos armados de espinas,  y con las flores de color blanco. Es un creciente escalador que cuelga en los sustratos duros, la rama lateral y numerosas raíces aéreas. Los brotes verdes son brillantes con cerca de tres filos entre las costillas planas a ligeramente cóncavas. Tiene de 2 a 3 metros de largo y pueden alcanzar un diámetro de 1,5 a 4,5 centímetros. La areolas son inicialmente negras tornando más tarde para ser de color blanco. Tiene hasta cinco espinas de color crema de 1-3 mm de largo.
Las, flores en forma de embudo miden de 9-14 cm de largo y aparecen individualmente en o cerca de la punta del brote.  El fruto es esférico, sin brillo de color amarillo pálido de hasta 7 cm. Están cubiertas con numerosas espinas y pelos. Su carne es de color blanco.

## Taxonomía
Weberocereus glaber fue descrita por (Eichlam) G.D.Rowley y publicado en Natl. Cact. Succ. J. 37(2): 46 46 1982.
Etimología
Weberocereus: nombre genérico que fue otorgado en honor del botánico francés y experto dn cactus, Frédéric Albert Constantin Weber.
glaber: epíteto latíno que significa "glabro".
Sinonimia
- Cereus glaber
- Werckleocereus glaber
- Selenicereus mirandae